# Гоготов Віталій Миколайович
Го́готов Віта́лій Микола́йович — старшина Збройних сил України.

## З життєпису
Старший оператор протитанкового відділення протитанкового взводу 24-го батальйону територіальної оборони «Айдар». Брав активну участь у спеціальних заходах по протидії терористичній діяльності. В боях біля селища Хрящувате виявив та придушив під щільним вогнем противника 4 вогневі точки, вчасно помітив та ліквідував ворожі машини з набоями.

## Нагороди
29 вересня 2014 року — за особисту мужність і героїзм, виявлені у захисті державного суверенітету та територіальної цілісності України, вірність військовій присязі під час російсько-української війни, відзначений — нагороджений орденом «За мужність» III ступеня.